# علي دايح علي
علي دايح علي محمود الزبيدي (1940-8 فبراير 2015) كان مسؤولاً في حزب البعث العربي الاشتراكي (قُطر العراق) في مدينة الدجيل بمحافظة صلاح الدين. حوكم مع صدام حسين وستة متهمين آخرين أمام المحكمة الجنائية العراقية العليا سنة 2005. واُتُّهِمَ بكتابة تقارير؛ أدت إلى إعدام عدد من المسلمين الشيعة في المدينة سنة 1982. وحُكِمَ عليه سنة 2006 بالسَّجن مدة 15 سنة.

## الوفاة
تُوُفِّيَ عن عُمر ناهز 75 عاماً في السِّجن سنة 2015، قبل انتهاء محكوميته بست سنوات.